# Epicampoptera difficilis
Epicampoptera difficilis is een vlinder uit de familie eenstaartjes (Drepanidae). De wetenschappelijke naam van deze soort is voor het eerst geldig gepubliceerd in 1934 door Hering.
De soort komt voor in tropisch Afrika.